# Ecce Homo (Libáň)
Pískovcová socha Ecce Homo se nalézá v parčíku u kostela svatého Ducha v Libáni v okrese Jičín.

## Popis
Jedná se o klasicistní pískovcovou sochu z roku 1819, která je dílem regionálního sochaře Ferdinanda Kofránka z Vojic. Na čtyřbokém nízkém obdélníkovém soklu o hranách 70 x 40 cm umístěném na podstavci ze dvou stupňů pískovcových schodů stojí hranolovitý dřík, v dolní části ozdobený dvěma volutami. Nad profilovanou římsou v přední části zakončené dvěma volutami a kartuší, spočívá na podstavci socha Krista trpitele v životní velikosti. 

## Galerie

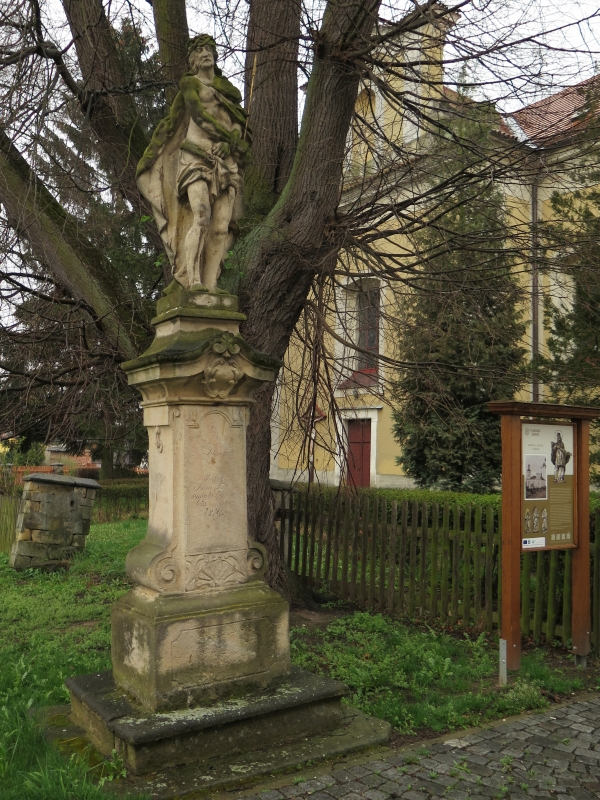
Libáň, socha Ecce Homo u kostela svatého Ducha